# Hallotron

Symbol graficzny hallotronu

Hallotron, halotron, sensor / czujnik Halla – sensor pola magnetycznego i prądu, wykorzystuje zjawisko Halla wynikające z oddziaływania pola magnetycznego na właściwości półprzewodników. Ma najczęściej kształt płytki prostopadłościennej, na której krawędziach umieszczone są cztery elektrody. Dwie z nich służą do doprowadzenia prądu ze źródła zewnętrznego – są to elektrody prądowe lub sterujące. Pozostałe dwie elektrody „punktowe” (napięciowe) znajdują się na środku dłuższych krawędzi płytki. Całość jest umieszczona w obudowie. Mechanizm zjawiska Halla polega na wykorzystaniu zmiany drogi przepływu prądu w elemencie na skutek oddziaływania pola magnetycznego (siły Lorentza). W wyniku tego oddziaływania na jednym brzegu elementu gromadzą się ładunki dodatnie, a na drugim ujemne. Powstała różnica potencjału jest miarą natężenia pola magnetycznego. Hallotrony największe zastosowanie znajdują w obszarze pól silnych, powyżej 1 mT.

## Budowa
Hallotron to prostopadłościenna płytka z półprzewodnika lub metalu, na krawędziach której umieszczone są cztery elektrody: dwie zasilające i dwie pomiarowe. Elektrody zasilające, zwane też prądowymi, są odpowiedzialne za przepływ kontrolowanego prądu, zwanego prądem sterującym. Elektrody pomiarowe to elektrody napięciowe, które umieszczane są zwykle na dłuższych krawędziach płytki.

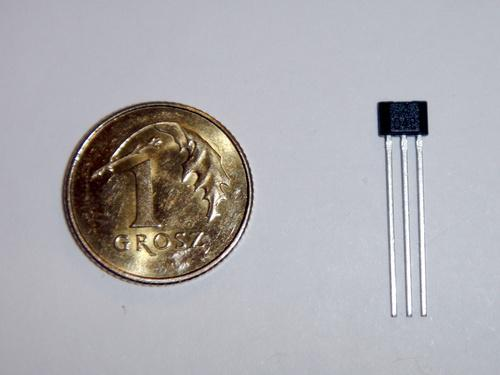
Czujnik Halla

Hallotrony buduje się w dwóch klasach:
- sygnałowe sensory Halla – główny nacisk kładziony jest na wielkość sygnału wyjściowego,
- pomiarowe sensory Halla – charakteryzują się dokładnością przetwarzania pola magnetycznego.

Duża zaletą hallotronów jest łatwość ich integracji z innymi elementami elektronicznymi w jednym obwodzie scalonym, dlatego też coraz częściej spotyka się hallotrony zintegrowane ze wzmacniaczem, układami korekcji czy koncentratorami strumienia.

### Próbka
Zjawisko Halla jest najczęściej analizowane dla dwóch przypadków:
- napięcie Halla w długiej próbce (długość próbki jest znacznie większa niż jej szerokość),
- prąd Halla w krótkiej próbce.

Próbka jest zazwyczaj wykonana z materiału półprzewodnikowego, w którym występuje tylko jeden rodzaj nośników ładunku. Efekt Halla można zaobserwować również w metalach, jednak czułość ich jest małą (średnio {\displaystyle 20\cdot 10^{3}} razy mniejsza niż w półprzewodnikach).

### Materiały

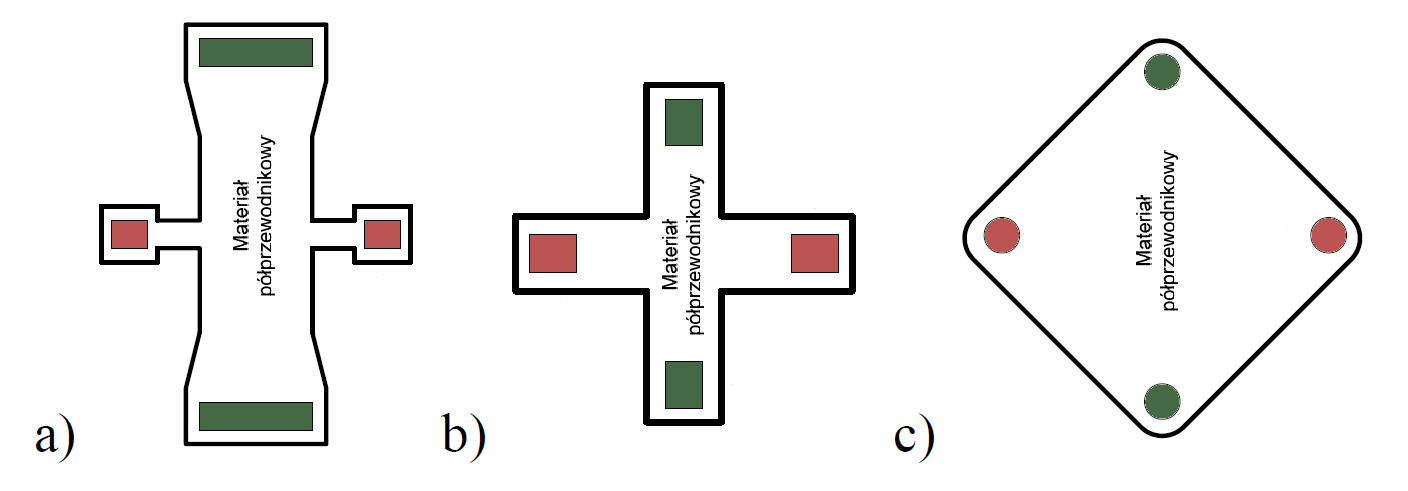
Najbardziej typowe kształty sensora Halla: a) prostokątny, b) krzyżowy, c) diamentowy (zielone – elektrody polaryzujące, czerwone – elektrody pomiarowe)

Hallotrony wytwarza się z materiałów przewodzących litych (mono- i polikrystalicznych) albo naparowanych na podłoże izolacyjne i tworzących cienką warstwę. Grubość litych płytek hallotronowych jest rzędu 100 ÷ 300 μm, grubość naparowanych jest o rząd wartości mniejsza (~10 μm).
Jako materiał wykorzystuje się związki charakteryzujące się dużą wartością stałej hallotronu, czyli również dużą ruchliwością nośników ładunku. Hallotrony wytwarza się najczęściej z odpowiednio domieszkowanych następujących materiałów:
- InSb – antymonek indu,
- InGaAs – arsenek galu indu,
- InAs – arsenek indu,
- Si – krzem,
- Ge – german,
- GaAs – arsenek galu,
- HgSe – selenek rtęci,
- HgTe – tellurek rtęci.

Dla uzyskania dużej wartości stałej hallotronu wymagany jest materiał o małej koncentracji ładunków przewodnictwa. Z kolei mała koncentracja nośników zapewnia dużą ich ruchliwość (tj. średnią prędkość w stałym polu elektrycznym do natężenia tego pola) i prędkość unoszenia (tj. prędkość nośników w kierunku pola elektrycznego). W metalach gęstość nośników jest zwykle stała i równa koncentracji atomów w krysztale. W półprzewodnikach koncentracja nośników jest o wiele rzędów wartości mniejsza od koncentracji atomów. Dla przykładu, czujniki Halla wykonane z GaAs o grubości {\displaystyle t} = 100 ÷ 300 μm mają stałą {\displaystyle \gamma =190\div 260\mathrm {\frac {V}{A\cdot T}} .} Zapewnia to, już przy niewielkim prądzie sterującym I ≈ 7 mA, relatywnie wysokie, a więc łatwo mierzalne, napięcie rzędu 100 mV.

### Kształty
Typowe kształty sensorów Halla będące kompromisem pomiędzy minimalną rezystancją sensora a jego maksymalną czułością:
- prostokątny,
- krzyżowy,
- diamentowy.

Użycie kształtu diamentowego redukuje efekty zwarciowe, a kształt krzyżowy je minimalizuje, jednak nie jest optymalny jeśli chodzi o czułość.

### Złożone struktury półprzewodnikowe

#### Struktura wertykalna

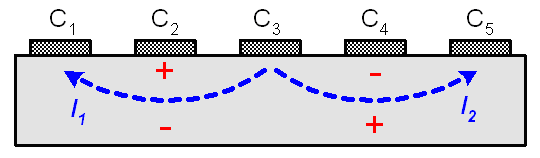
Struktura wertykalna

Prąd polaryzacyjny jest wstrzykiwany do struktury półprzewodnikowej za pomocą centralnie usytuowanej elektrody C3 i symetrycznie odbierany przez elektrody C1 i C5 oraz mierzony za pomocą elektrod C2 i C4. Przy braku zewnętrznego pola magnetycznego, rozkład potencjałów jest symetryczny. Gdy występuje pole magnetyczne o kierunku prostopadłym do kierunku prądu, powstaje różnica potencjałów między elektrodami C2 i C4. Struktura wertykalna jest czuła tylko na jedną składową pola, jednak można wykonać układ trójosiowy – w jednej strukturze umieścić trzy sensory Halla.

#### Struktura z koncentratorem strumienia magnetycznego
Układ z koncentratorem strumienia wykorzystuje element ferromagnetyczny (koncentrator) w celu koncentracji i ukierunkowania mierzonego pola magnetycznego.

### Układy zasilania

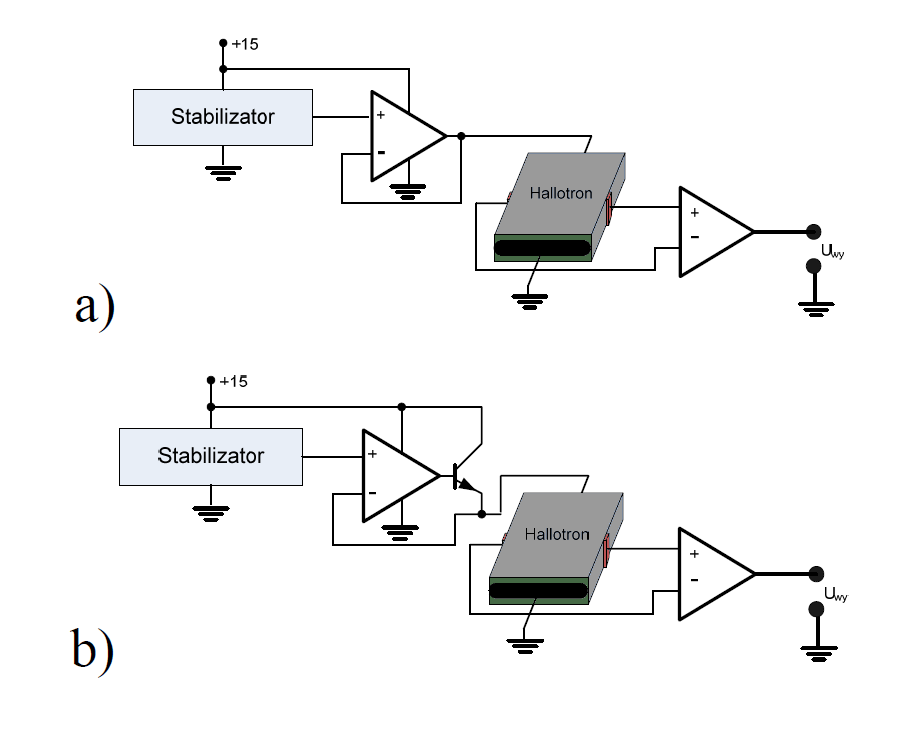
Zasilanie napięciowe

Hallotron jako samodzielny sensor do pomiaru pola magnetycznego wymaga teoretycznie tylko stabilnego źródła zasilania oraz precyzyjnego woltomierza. Można wykorzystywać dwa typy zasilania:
- napięciowy,

- prądowy.

#### Zasilanie napięciowe
Rozwiązanie (a) dedykowane jest dla hallotronów o wejściowej rezystancji większej od 1 kΩ (prąd zasilający na poziomie max. kilkunastu mA). Rozwiązanie (b) pozwala uzyskać prąd zasilający na poziomie 100 – 200 mA. Dla napięciowego zasilania hallotronów możliwe jest osiągnięcie współczynnika temperaturowego na poziomie 0,3%/°C. 

#### Zasilanie prądowe
Przy oczekiwaniu lepszych własności temperaturowych na poziomie 0,05%/°C konieczne jest zastosowanie zasilania prądowego.

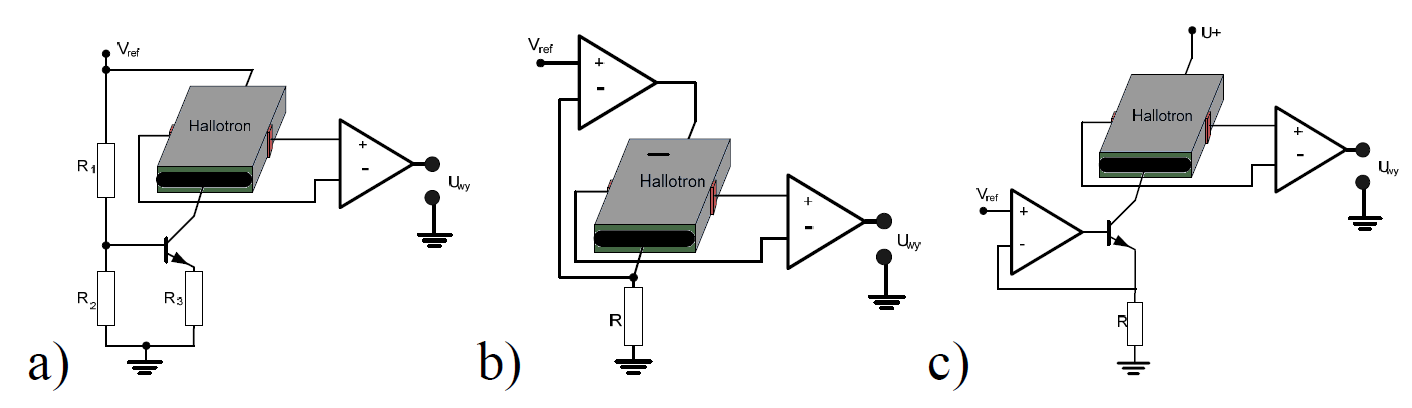
Zasilanie prądowe

a) do stabilizacji prądu zasilającego hallotron wykorzystano typowy tranzystor,
b) wykorzystano sprzężenie zwrotne do kontroli prądu płynącego przez Hallotron, dodatkowo dodając na wyjściu wzmacniacza tranzystor,
c) jest rozwinięciem konfiguracji a), dodając aktywne sprzężenie zwrotne ze wzmacniaczem operacyjnym dzięki temu uzyskano lepszą stabilizację temperaturową w stosunku do konfiguracji a).
Wspólną cechą przedstawionych trzech topologii jest to, że Hallotron nigdzie nie jest uziemiony. 
W ostatnim okresie coraz częściej spotyka się sensory w pełni zintegrowane z układami kondycjonowania sygnałów.

## Właściwości
Hallotrony wykonane nawet z tego samego materiału nie zawsze cechują identyczne parametry. Wpływ na to mają takie czynniki, jak technologia uzyskania materiału, sposób przygotowania płytki i jej grubość, jakość i miejsce naniesienia kontaktów elektrycznych na płytkę, symetryczność kontaktów.
Dlatego też każdy hallotron ma swoje indywidualne parametry oraz charakterystyki:
- {\displaystyle U_{H}=f(B),}
- {\displaystyle U_{H}=f(I),}
- {\displaystyle U_{H}=f(\alpha ),}

określające jego właściwości i praktyczną przydatność. Ważną rolę w zastosowaniach czujników Halla pełni ich czułość {\displaystyle S.} Parametr ten wyraża zdolność hallotronu do reagowania (tj. wykazywania zmian wartości {\displaystyle U_{H}}) na zmiany wartości wielkości wejściowych, sterujących jego pracą. W związku z tym definiuje się czułość:
- prądową {\displaystyle S_{I}={\frac {\Delta U_{H}}{\Delta I}}} dla {\displaystyle B=\mathrm {const} ,}
- polową {\displaystyle S_{B}={\frac {\Delta U_{H}}{\Delta B}}} dla {\displaystyle I=\mathrm {const} ,}
- kątową dla {\displaystyle S_{\alpha }={\frac {\Delta U_{H}}{\Delta \alpha }}} dla {\displaystyle I=\mathrm {const} } i {\displaystyle B=\mathrm {const} .}

Czułość jest tym większa im większy przyrost wartości napięcia UH odpowiada jednostkowej zmianie wartości wielkości wejściowej. Jeśli jednostkowej zmianie wielkości wejściowej odpowiada zawsze taka sama zmiana UH to czułość jest stała.
W rzeczywistym hallotronie na elektrodach napięciowych powstaje pewne napięcie już przy przepływie samego prądu I bez udziału zewnętrznego pola magnetycznego – nazywa się je napięciem asymetrii. Jego powstanie jest spowodowane niesymetrycznym umieszczeniem elektrod napięciowych i nierównomierne nagrzewanie się hallotronu pod wpływem przepływu prądu. Jest to efekt niepożądany, a poprawny pomiar napięcia Halla uzyskamy po skompensowaniu napięcia asymetrii. Służy do tego specjalny układ kompensacyjny, dzięki któremu eliminujemy napięcie asymetrii tak, aby woltomierz służący do pomiaru napięcia Halla wskazał na najniższym zakresie pracy wartość {\displaystyle U_{H}=0,} gdy {\displaystyle B=0} i {\displaystyle I\neq 0}.
Jedną z wad hallotronów jest wpływ temperatury na ich właściwości (przyczyną zaburzenia poprawności pomiaru napięcia {\displaystyle U_{H}} może być nierównomierne nagrzewanie się hallotronu podczas przepływu prądu) – wraz ze zmianą temperatury następuje zmiana:
- czułości,
- rezystywności półprzewodnika,
- napięcia asymetrii.

Temperaturowe właściwości hallotronu są określone przez:
- temperaturowy współczynnik rezystywności,

{\displaystyle \alpha ={\frac {1}{\rho }}{\frac {\Delta \rho }{\Delta T}},} gdzie {\displaystyle \rho } – rezystywność półprzewodnika
- temperaturowy współczynnik stałej Halla

{\displaystyle \beta ={\frac {1}{R_{H}}}{\frac {\Delta R_{H}}{\Delta T}}}
Rozdzielczość hallotronu jest ograniczone przez szumy i temperaturowe pełzanie zera.
Czułość hallotronu wynosi około {\displaystyle 0,1\div 1\mathrm {\frac {V}{T}} ,} co powoduje że największe zastosowanie znajdują one w obszarze pól silnych {\displaystyle (>1\mathrm {mT} )}.

Współczynnik {\displaystyle \gamma ,} tzw. stała hallotronu, jest indywidualną cechą hallotronu, świadczącą o jego jakości. Oprócz rodzaju i technologii wytwarzania materiału, z którego wykonano płytkę, drugim istotnym czynnikiem decydującym o stałej hallotronu jest grubość {\displaystyle t} płytki. Dla uzyskania dużej wartości stałej {\displaystyle \gamma } wykonuje się hallotrony z płasko-równoległych płytek półprzewodnikowych o przewodnictwie typu n, cienkich (rzędu ułamków mm) oraz wąskich (rzędu kilku mm).
Zalety hallotronu:
- małe wymiary,

Wykorzystanie hallotronu do pomiaru prędkości obrotowej. Czerwone krążki oznaczają magnesy, niebieski prostopadłościan – czujnik hallotronowy.

- nieinwazyjny charakter pomiarów – sam element jest niemagnetyczny,
- względna prostota konstrukcji[3],
- odporność na warunki atmosferyczne, kurz, wodę, brud – możliwość użycia tam, gdzie inne metody np. optyczne nie sprawdzają się,
- długi czas życia,
- brak ruchomych części,
- powtarzalne działanie[6].

## Zastosowanie

Czujnik Halla z pętlą – czujnik pomiarowy prądu (hallotron znajduje się w szczelinie). Jest to typowy miernik cęgowy

Hallotrony znajdują szerokie zastosowanie w technice np. do pomiaru natężenia pola magnetycznego lub pomiaru wielkości elektrycznych (natężenia prądu stałego lub przemiennego – nawet bardzo dużych wartości rzędu kilkudziesięciu kA, napięcia, oporu i mocy wydzielanej np. w urządzeniach). Przy bezkontaktowym pomiarze mocy korzysta się z faktu, że czujnik Halla wykazuje własności multiplikacyjne. Sensory te są jednak stosowane nie tylko jako czujniki pomiarowe wielkości elektrycznych, ale też nieelektrycznych – np. kąta obrotu, amplitudy drgań, przesunięcia, ciśnienia. W bezszczotkowych silnikach prądu stałego rotor ma wbudowany magnes stały, a w skład statora wchodzą cewki napędzające, sterowane dwoma hallotronami – rejestrują one względne położenia rotora i poprzez tranzystory sterują prądami cewek. Czujniki Halla wykorzystywane są również w elementach liczących i logicznych. Przykłady niektórych zastosowań: napęd CD – ROM, klawiatura komputerowa, czujnik zbliżeniowy w smartfonie (z kompatybilnym etui), stabilizatory prędkości w odtwarzaczach video, programatory pralek, sygnalizatory pozycji, wyłączniki bezkontaktowe, wykrywacze metali (poprzez asymetrię pola w obecności metalu), wskaźniki i mierniki prędkości obrotowej, wskaźniki ilości gazu w instalacjach LPG, czujniki przechyłu np. statku lub urządzeń dźwigowych, czujniki bardzo słabych pól magnetycznych, tzw. kompasy elektryczne oraz wiele innych. Efekt Halla spełnia również istotną rolę poznawczą w badaniach struktury półprzewodników (np. wyznaczanie koncentracji i ruchliwości nośników ładunku).

### Czujnik pomiarowy prądu
Układy pomiarowe z czujnikiem Halla i zintegrowanym wzmacniaczem (najczęściej zasilane napięciem unipolarnym) dają sygnał wyjściowy z offsetem dla zerowego prądu.

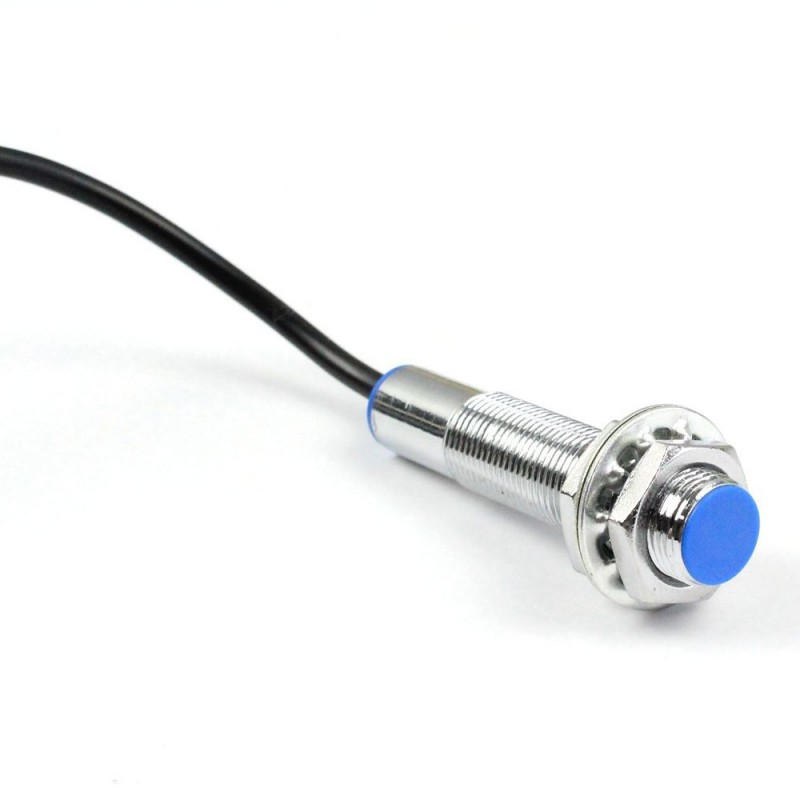
Cyfrowy czujnik zbliżeniowy z efektem Halla

Wyjście napięciowe jest podatne na zakłócenia – trzeba mieć duże doświadczenie w projektowaniu układów przekształtnikowych i obwodów drukowanych przy stosowaniu takich układów przy większych mocach.
Układy pomiarowe z czujnikiem Halla i pętlą sprzężenia łączą zalety układów open loop i transformatora prądowego:
- szeroki zakres częstotliwości,
- wyjście prądowe odporne na zakłócenia,
- przenoszenie składowej stałej[7].

### Przemysł motoryzacyjny
Czujniki hallotronowe wykorzystuje się m.in. jako czujniki położenia wału korbowego i wału rozrządu. Wraz z wzrastającymi wymaganiami dotyczącymi toksyczności spalin, potrzebna jest większa precyzja ustalania parametrów regulacyjnych silnika (kąt wyprzedzenia zapłonu – moment wtrysku paliwa, amplituda wahań prędkości obrotowej silnika podczas pracy na biegu jałowym oraz fazy rozrządu). Jako czujnik prędkości i położenia wału używa się czujnika hallotronowego. 

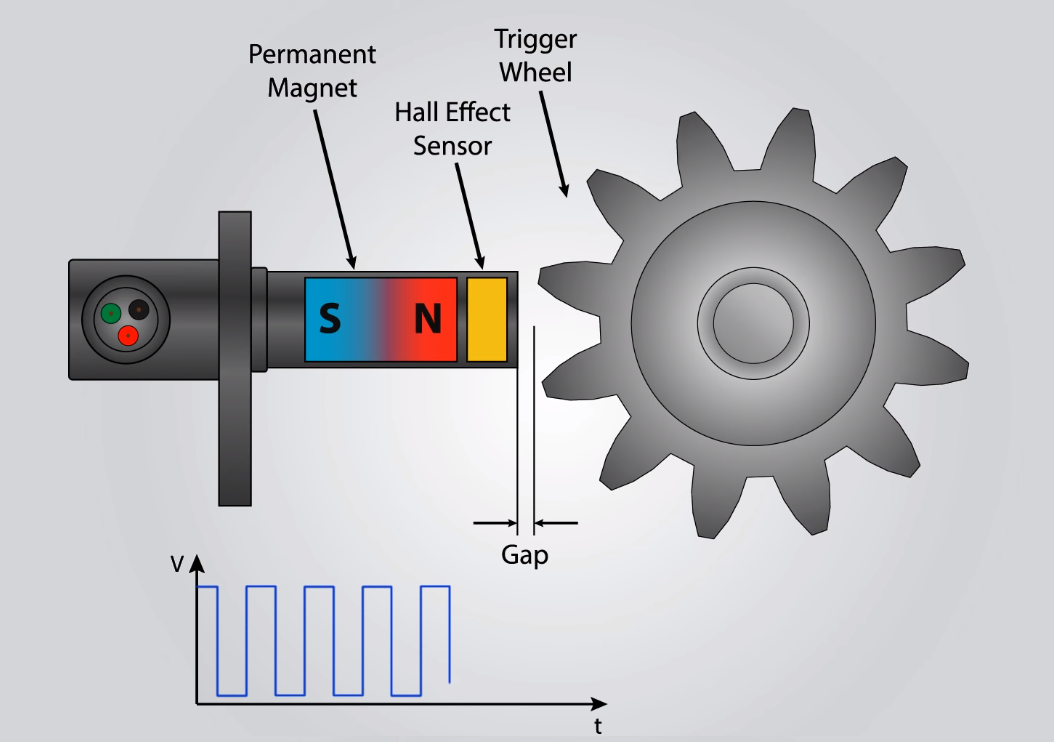
Pomiar prędkości obrotowej

Czujnik Halla jest jedną z możliwości bezstykowego sterowania zapłonu. Część nieruchomą czujnika stanowi obwód magnetyczny oraz element Halla i szczelina powietrzna. Część ruchomą stanowi wirnik z przesłonami wykonanymi z materiału przewodzącego strumień magnetyczny, które w czasie wirowania przemieszczają się w szczelinie powietrznej. Gdy przesłona nie znajduje się w szczelinie, wówczas pole magnetyczne działa na element Halla i na jego wyjściu pojawia się napięcie. Kiedy przesłona znajduje się w szczelinie, wtedy pole magnetyczne nie działa na element Halla i napięcie zanika. Powstają impulsy o przebiegu prostokątnym, które są doprowadzane do modułu zapłonowego.
W układach ABS hallotrony służą do pomiaru prędkości obrotowej kół. W odróżnieniu od czujników indukcyjnych pozwalają na pomiar prędkości obrotowej niemal od zera. Są mało wrażliwe na wielkość szczeliny powietrznej między czujnikiem a wirnikiem.
Sensory Halla wspomagają też moduł TCM (Transmission Control Module), który odpowiada za sterowanie pracą automatycznej skrzyni biegów. Pomiary prędkości obrotowej wału napędowego wykorzystuje się m.in. do ustalenia momentu zmiany biegu oraz w układach ułatwiających ruszanie pod górę (Hill Holder).
Hallotrony stosuje się także do pomiaru kąta otwarcia przepustnicy, kąta pochylenia wzdłużnego pojazdu w układzie regulacji położenia reflektorów, położenia pedału gazu, kąta obrotu kierownicy oraz stopnia otwarcia szyb.